# Olekranon

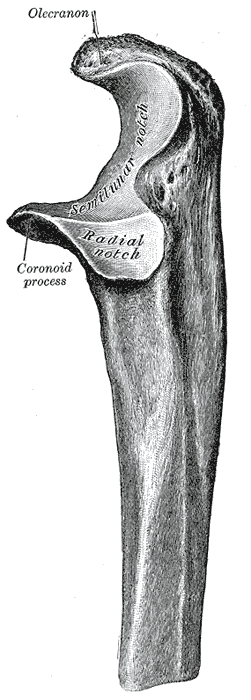
Proximala änden av vänster armbågsben, medial vy.
Illustration: Gray's Anatomy, 1918. (PD)

Olekranon (grekiska: olene = armbåge, kranion = huvud) eller armbågsknölen är, i människans kropp, ett stort, krökt utskott placerat på armbågsbenets (ulna) övre baksida. När man säger att man "lutar sig mot armbågen" är det olekranon man menar med "armbågen" (cubitus).
Olekranons framsida utgörs av en djup, konkav yta som tillsammans med armbågsbenets främre, proximala utskott, coronoidutskottet (proc. coronoideus), utgör armbågsledens (art. cubiti) ledpanna, incisura trochlearis.
Upptill på olekranon bildas en ledläpp som passar in i en motsvarande fördjupning i överarmsbenet (humerus), fossa olecranon.
Olekranons bas utgör den smalaste delen av armbågsbenets övre del.
Baksidan är triangulär, slät och subkutan. Den täcks av en bursa (slemsäck). Upptill på baksidan finns en grundfördjupning som utgör m. triceps brachii distala fäste. På kanten mellan incisura trochlearis och olecranon mediala sida fäster lig. collaterale ulnare. Även m. flexor carpi ulnaris och m. anconeus har sina fästen vid denna kant.